# Pseudoleva media
Pseudoleva media är en insektsart som först beskrevs av Boris Petrovich Uvarov 1953.  Pseudoleva media ingår i släktet Pseudoleva och familjen gräshoppor. Inga underarter finns listade i Catalogue of Life.